# Artifact (videogioco)
Artifact è un videogioco di carte collezionabili sviluppato e pubblicato da Valve Corporation nel 2018 per Windows, MacOS e Linux.  
Il videogioco è stato accolto dalla critica con recensioni generalmente favorevoli, ma con note negative a causa del modello economico. Artifact non ha avuto successo con il pubblico.  

## Modalità di gioco
Artifact è un gioco di carte collezionabili basato sul Player vs player. I giocatori si sfidano in scontri uno contro uno con mazzi contenenti fino a quaranta carte con abilità ed attributi diversi. Le carte di Artifact si possono ottenere tramite il mercato di Steam, sia individualmente sia acquistando pacchetti contenenti più oggetti. Non è disponibile una modalità in giocatore singolo, ma è presente un tutorial che vede il giocatore battersi contro un bot guidato dall'intelligenza artificiale.

## Sviluppo
Lo sviluppo di Artifact è iniziato alla fine del 2014 ed è stato diretto da Richard Garfield, l'ideatore di Magic: The Gathering. Il gioco è ambientato nell'universo di Dota 2.
Il videogioco utilizza il motore di gioco Source 2, una versione aggiornata del motore di gioco Source Engine, di proprietà di Valve Corporation.

## Accoglienza
Il videogioco è stato accolto dalla critica con recensioni generalmente favorevoli, con elogi riguardanti le meccaniche di gioco, ma con note negative a causa del modello economico. Artifact non ha avuto successo con il pubblico, ricevendo numerose recensioni negative su Steam e perdendo il 95% dei giocatori dopo due mesi dall'uscita. Pochi mesi dopo, Richard Garfield è stato licenziato da Valve Corporation.
Il 29 marzo 2019, Valve Corporation ha dichiarato tramite un annuncio su Steam che Artifact "rappresenta la più grande discrepanza tra le aspettative su come uno dei nostri giochi sarebbe stato ricevuto e il risultato effettivo".
Alla fine del 2019 il sito web di giornalismo videoludico PC Gamer nominò Artifact uno dei giochi più importanti del decennio grazie al suo "fallimento spettacolare".